# Wzgórze Winiarskie
Wzgórze Winiarskie (Góra Burchartowej, Czerwowska Góra) – wzniesienie w Poznaniu, na Pojezierzu Poznańskim, nad zachodnim brzegiem Warty, w obrębie osiedla Stare Winogrady. 
Na Wzgórzu do XVIII w. znajdowały się winnice książęce a u jego podnóża wieś Winiary wymieniona w dokumencie lokacyjnym Poznania. 23 czerwca 1828 rozpoczęto budowę Fortu Winiary. W związku z tym wieś została przeniesiona na teren obecnej dzielnicy Winiary.
W XVII w. pojawiła się nowa nazwa Wzgórze Winiarskie, która nawiązuje do dawnej wsi Winiary pierwotnie lokowanej na jego zboczach.
Większą część wzniesienia obejmują pozostałości Fortu Winiary, Park Cytadela i budownictwo mieszkaniowe Starych Winograd.